# テキサス無宿
『テキサス無宿』（テキサスむしゅく）は、谷譲次（長谷川海太郎）の短編小説集。1969年に社会思想社の現代教養文庫より刊行された。

## 概要
谷が1918年（大正7年）に単身でアメリカに渡ったときの経験談をまとめた短編集。収録作には「ヤング東郷」、「ダンナと皿」、「ジョウジ・ワシントン」といったものが含まれている。